# Windows Management Instrumentation
Windows Management Instrumentation (WMI) ist Microsofts Implementierung – und Erweiterung – des Common Information Models (CIM), einer Kernfunktionalität des standardisierten Web Based Enterprise Managements (WBEM), für Windows.

## Verwendung
Über WMI kann lesend und schreibend, lokal oder vom Netzwerk aus, auf nahezu alle Einstellungen eines Windows-Computers zugegriffen werden. WMI ist daher unter Windows eine der wichtigsten Schnittstellen für die Administration und Fernwartung von Workstations und Servern mittels Skriptsprachen wie Windows PowerShell und VBScript.

### Konsolenanwendung
Eine weitere Möglichkeit, WMI interaktiv oder innerhalb von Batch-Dateien zu verwenden, ist die Konsolenanwendung Windows Management Instrumentation Command-line (WMIC). Dieses Programm gilt allerdings seit Windows 10 Version 21H1 als veraltet und steht seit Windows 11 Version 22H2 nur noch als optionale Komponente (Feature-on-Demand) zur Verfügung.

### Abfragesprache
Einzelne Datensätze können mit Hilfe der Windows Management Instrumentation Query Language (WQL) aus der Datenbank abgefragt werden. Dabei handelt es sich um eine Teilmenge von SQL mit einigen syntaktischen Modifikationen.
Die folgende Abfrage ermittelt beispielsweise die Modellbezeichnung, Seriennummer und Größe (in Bytes) aller internen Festplatten eines Computers.
```
SELECT
 
Model
,
 
SerialNumber
,
 
Size
 
FROM
 
Win32_DiskDrive
 
WHERE
 
MediaType
=
'fixed hard disk media'

```

## Verfügbarkeit
Basierend auf COM und DCOM ist WMI integraler Bestandteil von Windows 2000, Windows XP, Windows Server 2003 und allen Nachfolgeversionen. Für Windows 9x und NT 4.0 sind Add-ons erhältlich. Die Windows Firewall funktioniert nicht bei nicht laufendem WMI-Dienst (Winmgmt.exe). Erst ab Version NT 5.1 (XP, 2003, …) erzwingt Windows ein Kennwort für die Anmeldung auf dem DCOM-Port (135/TCP) zur Nutzung von WMI.
Bei der Abfrage von WMI über das Netzwerk werden Daten über den dynamischen Portbereich 1025–5000 (Windows 2000, Windows XP und Windows Server 2003) bzw. 49152–65535 (Windows Server 2008, Windows Vista und höhere Versionen) zurückgegeben, es sei denn, dass ein statischer WMI-Port eingerichtet wurde.

## Funktionsumfang
- Inventardaten von Hardware und Software verwalten (WMI Repository)
- Computer neu starten
- Dienste und Warteschlangen abfragen, starten und beenden
- Ereignisprotokolle und Performance-Logs lesen, konfigurieren und löschen
- Windows-Registrierungsdatenbank (Registry) bearbeiten
- Programme starten